# Рідколісся та степи Центральної Анатолії
Рідколісся та степи Центральної Анатолії або Листяні ліси Центральної Анатолії (ідентифікатор WWF: PA0410) — палеарктичний екорегіон помірних широколистяних та мішаних лісів, розташований в Туреччині, в Центральній Анатолії. 

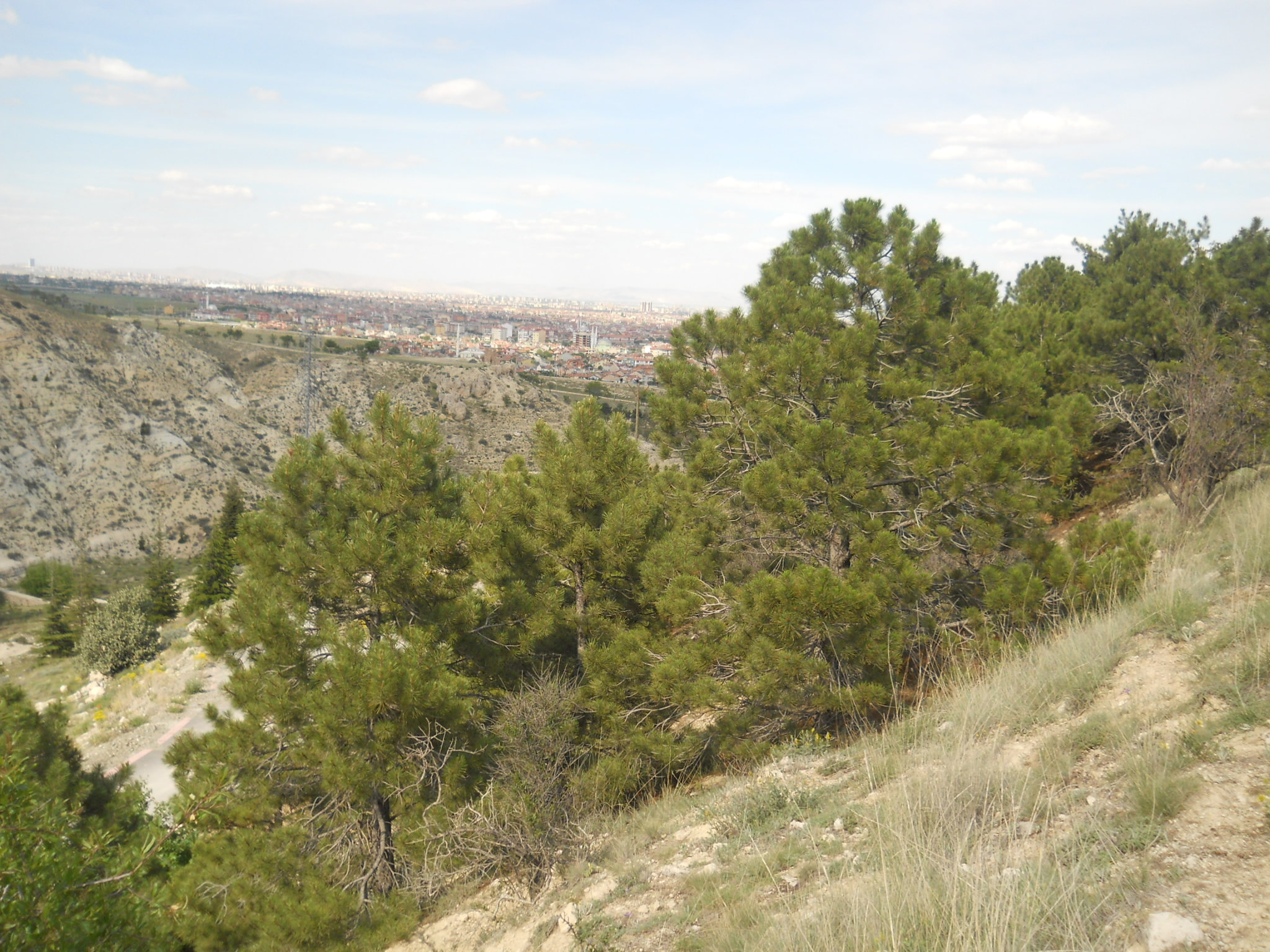
Ландшафт в околицях Коньї

## Географія
Екорегіон рідколісь та степів Центральної Анатолії розташований на Анатолійському плоскогір'ї в центральній частині Анатолії. Цей регіон оточують гірські хребти, порослі лісами. В горах і плоскогір'ях на захід від екорегіону поширені анатолійські хвойні та листяні мішані ліси, в Понтійських горах на північ від нього — хвойні та листяні ліси Північної Анатолії, а в Таврських горах на південь від нього — гірські хвойні та листяні ліси Південної Анатолії. На сході рідколісся і степи Центральної Анатолії переходять у листяні ліси Східної Анатолії. Біогеографічною межею між ними слугує анатолійська діагональ. Найпосушливіші частини Анатолійського плоскогір'я, включаючи територію навколо озера Туз, виділяють в окремий екорегіон степів Центральної Анатолії.
Північна частина регіону лежить в межах басейнів річок Сакар'я та Кизилиррмак, які разом зі своїми притоками течуть на північ та впадають в Чорне море. Південна частина регіону включає кілька внутрішніх басейнів, річки яких впадають у солоні озера, такі як Туз і Бейшехір.
В північній частині екорегіону розташована столиця Туреччини Анкара. Іншими містами екорегіону є Конья, Кайсері, Караман і Сівас.

## Клімат
В межах екорегіону панує напівпосушливий клімат (BSk за класифікацією кліматів Кеппена), якому притаманне спекотне, сухе літо та холодна зима. Річна кількість опадів коливається від 400 до 600 мм.

## Флора
Характерними рослинними угрупованнями екорегіону є сухі листяні ліси, які чергуються з ділянками чагарникового степу. Діяльність людини перетворила більшу частину регіону на антропогенний степ або відкриті рідколісся. Ліси, які колись займали від 50 до 55 % території регіону, тепер займають менше 10 %. Переважаючими деревами в них є пухнасті дуби (Quercus pubescens). На більших висотах до них доєднуються чорні сосни (Pinus nigra), червоні яловці (Juniperus oxycedrus) та високі яловці (Juniperus excelsa). Степова рослинність представлена різноманітними трав'янистими рослинами та невисокими чагарниками, зокрема різними видами полина (Artemisia spp.), стоколоса (Bromus spp.), деревія (Achillea spp.), конюшини (Trifolium spp.) та астрагала (Astragalus spp.). Серед цих видів є чимало ендеміків, зокрема різновид гадючої цибульки Muscari adili та бейпазарський астрагал, поширений в районі Бейпазари поблизу Анкари.
В районах, де річна кількість опадів менша за 400 мм, дерева відсутні. Ці території охоплюються екорегіоном "справжніх" степів Центральної Анатолії.

## Фауна
Високе Анатолійське плоскогір'я, оточене горами, історично було важливим коридором для тварин, що рухалися між Європою та Азією. Загалом в регіоні переважають види азійського походження. В минулому тут зустрічалися азійські леви (Panthera leo persica) та гірські куони (Cuon alpinus). До XX століття анатолійські леопарди (Panthera pardus tulliana) відпочивали в тіні дубів, а на річках будували греблі європейські бобри (Castor fiber), однак наразі ці види вимерли внаслідок полювання. Однак хижі птахи все ще ширяють в небесах. В регіоні мешкають ягнятники (Gypaetus barbatus), відомі тим, що скидають великі кістоки з висоти, розбиваючи їх об тверду скелю, після чого дістають з них поживний кістковий мозок. На півночі регіону, в долині річки Кірмір гніздиться близько 100 пар стерв'ятників (Neophron percnopterus), що перебувають під загрозою зникнення. На стрімких гірських схилах анатолійські козиці (Rupicapra rupicapra asiatica) живляться ніжними травами та пагонами. Водно-болотні угіддя екорегіону багаті на таких птахів, як річкові крячки (Sterna hirundo), товстодзьобі пісочники (Charadrius leschenaultii) та білолобі гуски (Anser albifrons). В степах регіону зустрічаються балабани (Falco cherrug), степові орли (Aquila nipalensis), степові чайки (Vanellus gregarius) та рідкісні євразійські дрохви (Otis tarda). Вночі звичайні широковухи (Barbastella barbastellus) ширяють у повітрі, полюючи на комах, а степові перегузні (Vormela peregusna) нишпорять у лісовій підстилці в пошуках гризунів, таких як лісова соня (Dryomys nitedula). В регіоні також зустрічаються деякі ендемічні види, такі як анатолійські полівки (Microtus anatolicus) та полівки Дограмаджи (Microtus dogramacii).

## Збереження
Оцінка 2017 року показала, що 382 км², або 1 % екорегіону, є заповідними територіями. Природоохоронні території включають Національний парк Боздаг та Національний парк Султан-Сазлиги.